# Brno Business Park

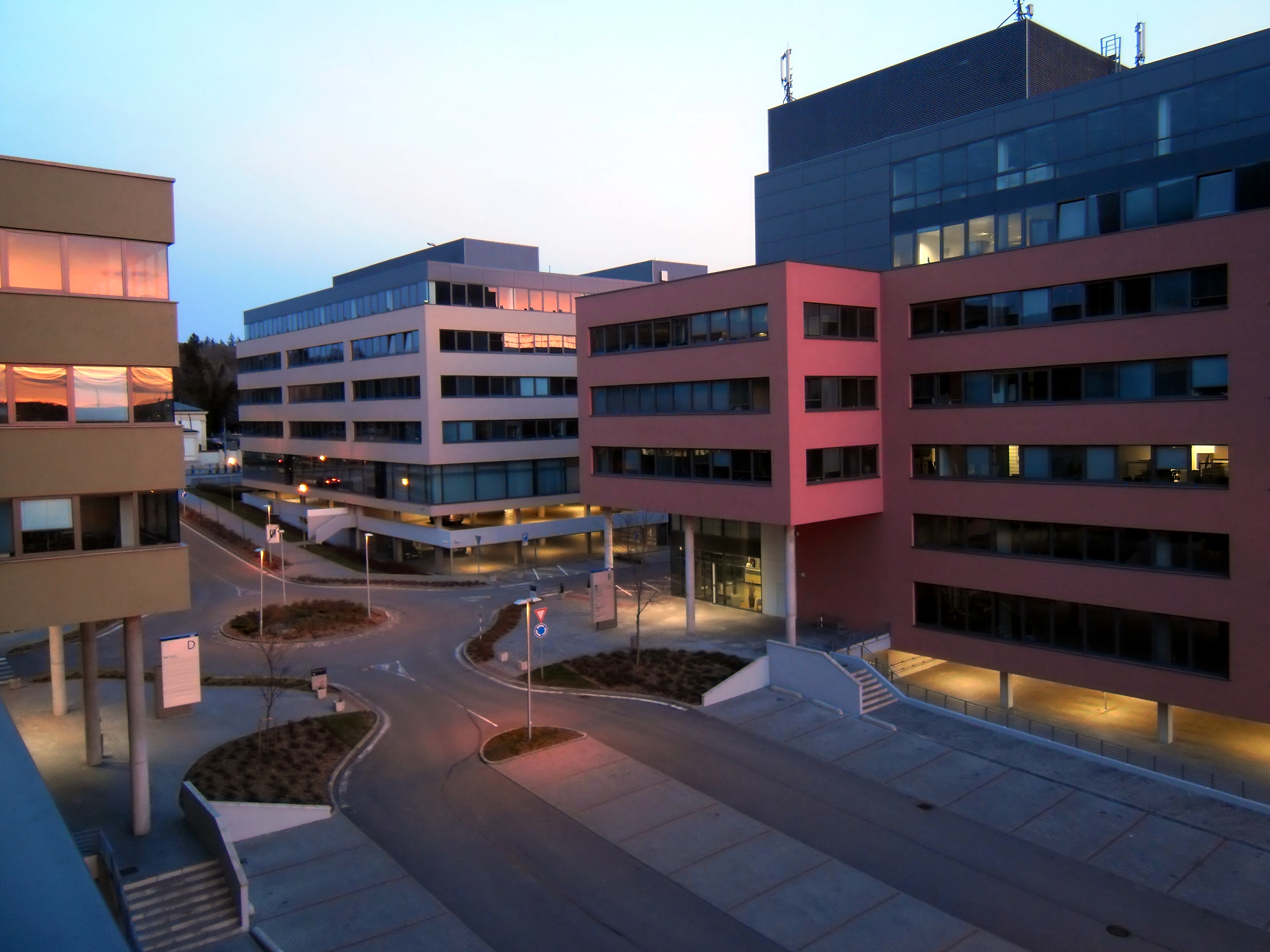
Pohled na BBP z budovy D, 2011

Brno Business Park je čtveřice kancelářských budov na Londýnském náměstí v Brně. Budovy nesou označení A, B, C a D.
Areál se nachází v expandující části Brna, městské části Brno-střed v katastrálním území Štýřice. Celková plocha vybudovaných kancelářských prostor areálu je přibližně 35 000 m². Budovy jsou plně klimatizované a v areálu je celkem 1 480 parkovacích míst. Budovy jsou napojeny na datovou síť založenou na optických kabelech, jsou vybaveny rychlovýtahy a záložními elektrickými generátory. Jedná se o kancelářské prostory nejvyšší třídy s otevíratelnými okny, non-stop recepcí v každé budově a výbornou dopravní dostupností zajištěnou blízkostí dálnice D1 a zastávky tramvaje linky 2 (z hlavního nádraží asi 15 minut jízdy).

## Historie
Komplex na trojúhelníkovém pozemku mezi ulicemi Vídeňská, Heršpická a Jihlavská poblíž Ústředního hřbitova se začal stavět v roce 2005. Rostl ve třech fázích, z nichž první se dvěma budovami byla dokončena už v roce 2006, další dvě budovy o rok později. Ve třetí fázi byla zamýšlena pátá, dvanáctipodlažní budova E s plánovaným termínem dokončení v roce 2018. Ta získala v lednu 2015 souhlas v procesu posuzování vlivu stavby na životní prostředí (EIA). Velká část z tehdy už dostavěných čtyř budov však stále zůstávala neobsazená, patrně kvůli převisu nabídky kancelářských prostor a větší vzdálenosti od centra města.